# Christophe Sanchez
Christophe Sanchez (Montpellier, 4 ottobre 1972) è un ex calciatore francese, di ruolo attaccante.

## Carriera
Dopo diversi campionati disputati nella sua città natale, passa al Bologna in serie A, dove oltre alla concorrenza di Signori, Andersson e Kolyvanov deve misurarsi con un grave infortunio patito nel corso di una amichevole estiva che lo terrà lontano dal campo per parecchi mesi. Debutta nel campionato italiano il 27 febbraio 1999 nella gara Piacenza - Bologna 5-0, per poi chiudere la prima stagione bolognese con altre due presenze. Viene confermato per la stagione successiva, ma nonostante il cambio di allenatore da Mazzone a Buso il francese non trova spazio e a ottobre viene ceduto in prestito al Bordeaux. Due anni dopo tornerà in Italia al Venezia senza riuscire mai a segnare reti nel campionato italiano.

## Palmarès

### Club

#### Competizioni nazionali
- Coppa di Francia: 1

Montpellier: 1993-1994
- Coppa di Lega francese: 1

Bordeaux: 2001-2002